# 寶拉麗絲號
寶拉麗絲號，民間首艘海洋研究探測船，由國立高雄海洋科技大學（現高雄科大）與銓日儀公司產學合作共同開發，260噸級，長36.98公尺，寬6.80公尺，航速11節，由新昇發造船建造，於2009年9月進駐國立高雄海洋科技大學創新育成中心，平時停靠於旗津校區碼頭，經驗豐富，曾多次參與海下搜救及探勘任務。

## 主要儀器[4]
- 水下遙控載具ROV
- 差分衛星定位系統（Applanix POS MV 320 DGPS 與 Thales Z-Max.com DGPS）
- 單音束測深儀（Kongsberg EA 400（38/200kc）、Simrad EK 60（38/120/200Kc））
- 多音束測深儀（Kongsberg EM 302、EM710）
- 側掃聲納儀（EdgeTech 4200FS）
- 地質剖面儀（Kongsberg TOPAS PS40 SBP、EdgeTech 3200XS）
- 磁力紀錄器（SeaSPY Marine Magnetometer）
- 水下定位系統（Kongsberg Hipap 350p）
- 沉積物岩心採樣器（Drop corer）
- 貫入試驗儀（Neptune 3000）

## 相關任務
- 2017年11月，空軍幻象戰機在基隆外海失事20餘天後，啟動本船進行打撈作業[5]。
- 2018年4月12日，空勤總隊編號NA-706黑鷹直升機於2月5日赴蘭嶼執行病患後送台灣勤務時意外失事後，於深海1000餘米深海將該機打撈上岸[6]。
- 2020年10月29日，第七聯隊台東志航基地一架F-5E戰機因右發動機失效墜海。經過近半年搜索，於隔年4月30日，將其殘骸打撈上岸[7]。